# Badménil-aux-Bois
Pour l’article homonyme, voir Badménil.
Badménil-aux-Bois est une commune française située dans le département des Vosges, en région Grand Est.

## Géographie

### Localisation

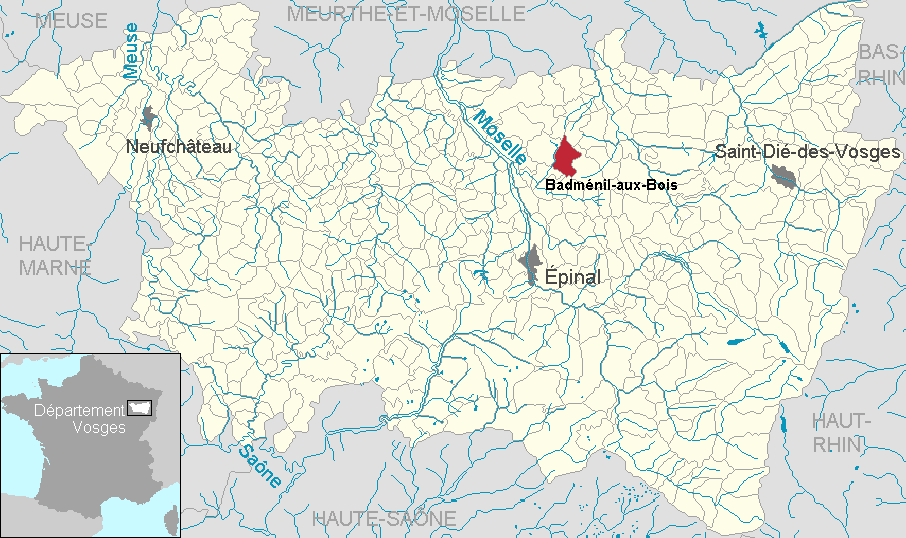
Localisation dans le département.

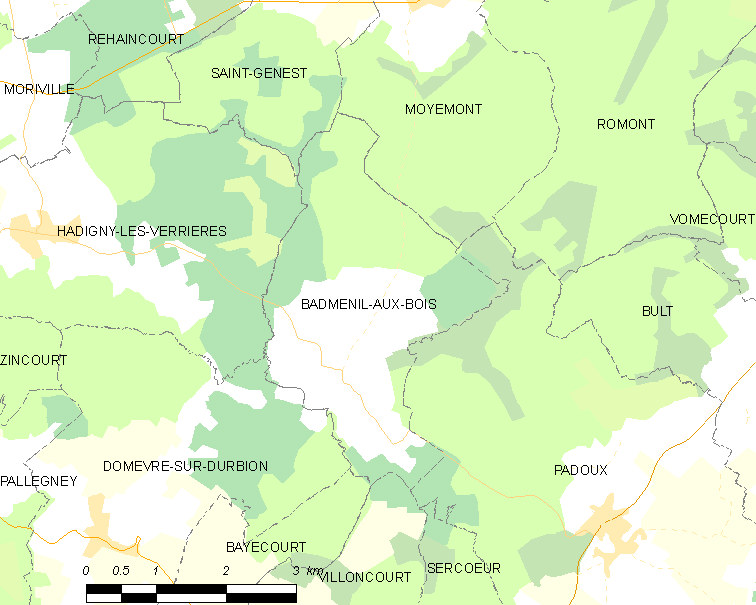
Situation géographique de Badménil-aux-Bois

Le village occupe une petite cuvette entourée de forêts, arrosée par un affluent du Durbion, l'Onzaine, formé des ruisseaux de la Côte et de Bonvillers.

### Géologie et relief
Hydrogéologie et climatologie : Système d’information pour la gestion des eaux souterraines du bassin Rhin-Meuse :
Territoire communal : Occupation du sol (Corinne Land Cover); Cours d'eau (BD Carthage),
Géologie : Carte géologique; Coupes géologiques et techniques,
 Hydrogéologie : Masses d'eau souterraine; BD Lisa; Cartes piézométriques.

### Hydrographie et les eaux souterraines
La commune est située dans le bassin versant du Rhin au sein du bassin Rhin-Meuse. Elle est drainée par le ruisseau d'Onzaines, le ruisseau de Bonvillers et le ruisseau de la Cote,.
Le ruisseau d'Onzaines, d'une longueur totale de 11 km, prend sa source dans la commune de Saint-Genest et se jette  dans le Durbion à Domèvre-sur-Durbion, après avoir traversé quatre communes.

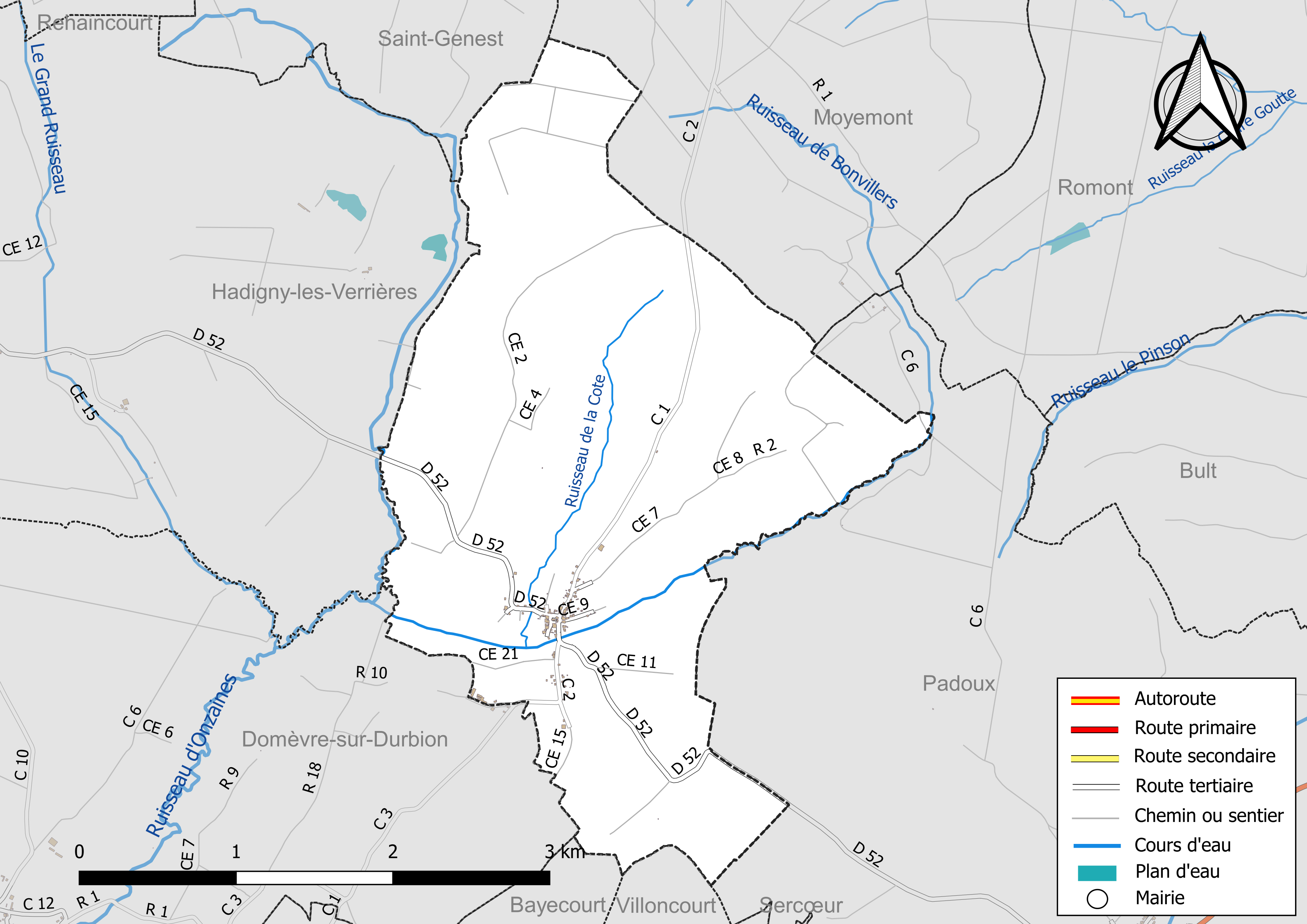
Réseaux hydrographique et routier de Badménil-aux-Bois.

### Climat
Pour des articles plus généraux, voir Climat du Grand Est et Climat dans le département des Vosges.
En 2010, le climat de la commune est de type climat de montagne, selon une étude du Centre national de la recherche scientifique s'appuyant sur une série de données couvrant la période 1971-2000. En 2020, Météo-France publie une typologie des climats de la France métropolitaine dans laquelle la commune est exposée à un climat semi-continental et est dans une zone de transition entre les régions climatiques « Lorraine, plateau de Langres, Morvan » et « Vosges ».
Pour la période 1971-2000, la température annuelle moyenne est de 9,4 °C, avec une amplitude thermique annuelle de 16,9 °C. Le cumul annuel moyen de précipitations est de 937 mm, avec 12,4 jours de précipitations en janvier et 10,1 jours en juillet. Pour la période 1991-2020, la température moyenne annuelle observée sur la station météorologique de Météo-France la plus proche, « Épinal », sur la commune de Dogneville à 10 km à vol d'oiseau, est de 10,3 °C et le cumul annuel moyen de précipitations est de 907,0 mm. 
La température maximale relevée sur cette station est de 39,3 °C, atteinte le 25 juillet 2019 ; la température minimale est de −18,9 °C, atteinte le 12 janvier 1987,,.
Les paramètres climatiques de la commune ont été estimés pour le milieu du siècle (2041-2070) selon différents scénarios d'émission de gaz à effet de serre à partir des nouvelles projections climatiques de référence DRIAS-2020. Ils sont consultables sur un site dédié publié par Météo-France en novembre 2022.

## Urbanisme

### Typologie
Au 1er janvier 2024, Badménil-aux-Bois est catégorisée commune rurale à habitat dispersé, selon la nouvelle grille communale de densité à sept niveaux définie par l'Insee en 2022.
Elle est située hors unité urbaine. Par ailleurs la commune fait partie de l'aire d'attraction d'Épinal, dont elle est une commune de la couronne,. Cette aire, qui regroupe 118 communes, est catégorisée dans les aires de 50 000 à moins de 200 000 habitants,.

### Occupation des sols
L'occupation des sols de la commune, telle qu'elle ressort de la base de données européenne d’occupation biophysique des sols Corine Land Cover (CLC), est marquée par l'importance des forêts et milieux semi-naturels (54,4 % en 2018), une proportion sensiblement équivalente à celle de 1990 (54,7 %). La répartition détaillée en 2018 est la suivante : 
forêts (51,7 %), prairies (42,7 %), zones urbanisées (2,8 %), milieux à végétation arbustive et/ou herbacée (2,8 %). L'évolution de l’occupation des sols de la commune et de ses infrastructures peut être observée sur les différentes représentations cartographiques du territoire : la carte de Cassini (XVIIIe siècle), la carte d'état-major (1820-1866) et les cartes ou photos aériennes de l'IGN pour la période actuelle (1950 à aujourd'hui).

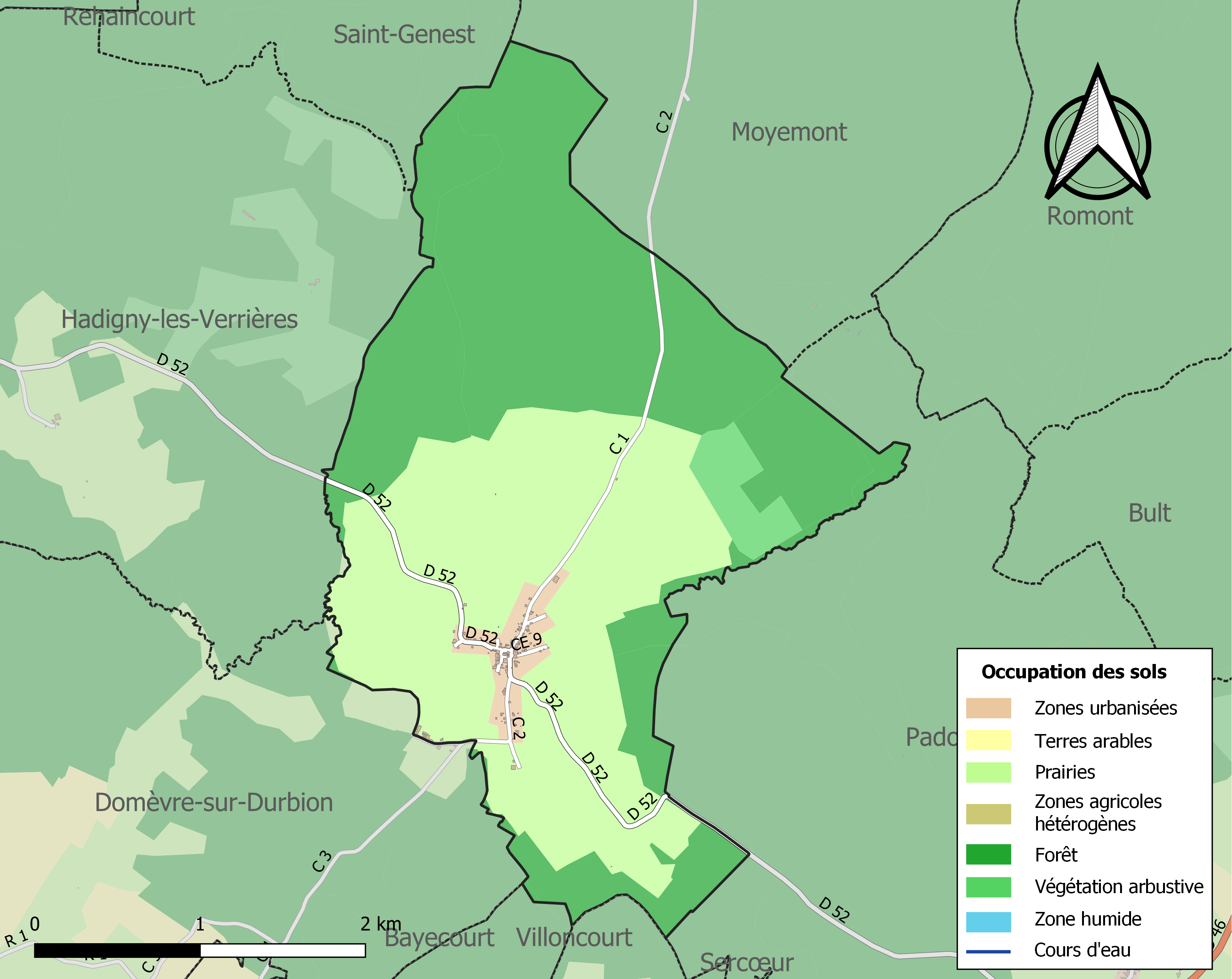
Carte des infrastructures et de l'occupation des sols de la commune en 2018 (CLC).

### Sismicité
Commune située dans une zone 3 de sismicité modérée.

#### Transports en commun
- Fluo Grand Est.

## Toponymie
Le nom de la localité est attesté sous les formes Atrium ecclesie Baldinimenisis (1062) ; Badanmasnil (1135); Baldemanillo (1222) ; Badelmesni (1309) ; Baudemesnil (1317) ; Baudemaigny (1358) ; Baldemesnil (1396) ; Baldemaingny (1433) ; Bauldemenil (1449) ; Valdemesnil, corr. Baldemesnil (1461) ; Baldemmenny au ban d’Espinal (1470) ; Baudemeny (1479) ; Bademesnil (1494) ; Vauldemesnil, Wauldemesnil (XVe siècle) ; Bauldemeny (1511) ; Bauldemesnil (1519) ; Bandesmesnil pour Baudemesnil (1594) ; Batheny, Banmesnil (1656) ; Bademesnil ou Badmeny (1711) ; Badménil (1751) ; Bademenil aux Bois, Bannummanile ad silvas, Balderici Masnile (1768) ; Bademenil aux Bois… son ancien nom est Baudemenil (1779) ; Badménil au Bois (an II).

Le déterminant complémentaire -aux-Bois pour se convaincre de l'étendue et de la présence de la forêt.

## Histoire
Sous l’Ancien Régime, l’église Saint-Denis de Badménil-aux-Bois faisait partie du doyenné d’Épinal, diocèse de Toul, puis de Saint-Dié à partir de 1777. Au XIXe siècle, la paroisse dépendait de la cure de Châtel.
Selon Dom Calmet, l’église fut dédiée en 1136 par Henri de Lorraine, évêque de Toul.
En 1062, l'évêque de Toul Udon laisse au chapitre de Saint-Dié les dîmes et l'« atrium » de Badménil-aux- Bois.

## Politique et administration
| Période                                  | Période   | Identité       | Étiquette | Qualité    |
| ---------------------------------------- | --------- | -------------- | --------- | ---------- |
| Les données manquantes sont à compléter. |           |                |           |            |
| mars 2001                                | mars 2008 | Francis Gincré | DVD       |            |
| mars 2008                                | mars 2014 | Armand Mandra  |           |            |
| mars 2014                                | En cours  | Thierry Euriat | SE        | Technicien |

### Budget et fiscalité 2022

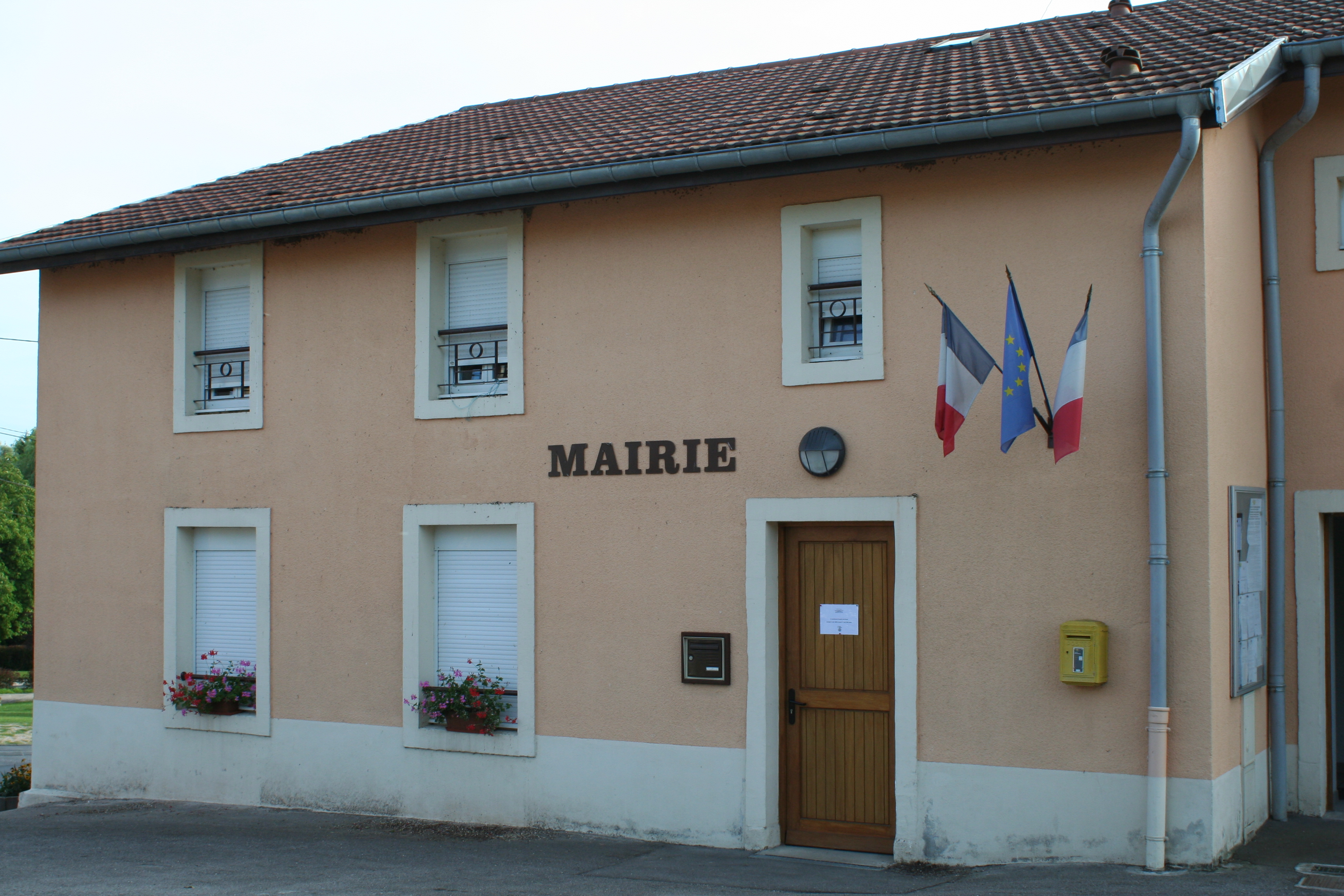
La mairie de Badménil.

En 2022, le budget de la commune était constitué ainsi :
- total des produits de fonctionnement : 130 000 €, soit 866 € par habitant ;
- total des charges de fonctionnement : 111 000 €, soit 737 € par habitant ;
- total des ressources d'investissement : 58 000 €, soit 383 € par habitant ;
- total des emplois d'investissement : 34 000 €, soit 230 € par habitant ;
- endettement : 0 €, soit 0 € par habitant.

Avec les taux de fiscalité suivants :
- taxe d'habitation : 9,70 % ;
- taxe foncière sur les propriétés bâties : 43,65 % ;
- taxe foncière sur les propriétés non bâties : 18,79 % ;
- taxe additionnelle à la taxe foncière sur les propriétés non bâties : 0,00 % ;
- cotisation foncière des entreprises : 0,00 %.

Chiffres clés Revenus et pauvreté des ménages en 2021 : médiane en 2021 du revenu disponible, par unité de consommation : 22 070 €.

## Population et société

### Démographie

#### Évolution démographique
L'évolution du nombre d'habitants est connue à travers les recensements de la population effectués dans la commune depuis 1793. Pour les communes de moins de 10 000 habitants, une enquête de recensement portant sur toute la population est réalisée tous les cinq ans, les populations de référence des années intermédiaires étant quant à elles estimées par interpolation ou extrapolation. Pour la commune, le premier recensement exhaustif entrant dans le cadre du nouveau dispositif a été réalisé en 2004.

En 2022, la commune comptait 139 habitants, en évolution de −12,58 % par rapport à 2016 (Vosges : −2,96 %, France hors Mayotte : +2,11 %).
| 1793 | 1800 | 1806 | 1821 | 1831 | 1836 | 1841 | 1846 | 1856 |
| ---- | ---- | ---- | ---- | ---- | ---- | ---- | ---- | ---- |
| 230  | 273  | 344  | 355  | 338  | 364  | 373  | 383  | 380  |

| 1861 | 1866 | 1876 | 1881 | 1886 | 1891 | 1896 | 1901 | 1906 |
| ---- | ---- | ---- | ---- | ---- | ---- | ---- | ---- | ---- |
| 369  | 378  | 357  | 335  | 318  | 294  | 263  | 244  | 231  |

| 1911 | 1921 | 1926 | 1931 | 1936 | 1946 | 1954 | 1962 | 1968 |
| ---- | ---- | ---- | ---- | ---- | ---- | ---- | ---- | ---- |
| 209  | 175  | 187  | 164  | 167  | 143  | 127  | 112  | 116  |

| 1975 | 1982 | 1990 | 1999 | 2004 | 2006 | 2009 | 2014 | 2019 |
| ---- | ---- | ---- | ---- | ---- | ---- | ---- | ---- | ---- |
| 97   | 79   | 101  | 122  | 132  | 144  | 133  | 155  | 144  |

| 2022 | - | - | - | - | - | - | - | - |
| ---- | - | - | - | - | - | - | - | - |
| 139  | - | - | - | - | - | - | - | - |

## Culture locale et patrimoine

### Lieux et monuments

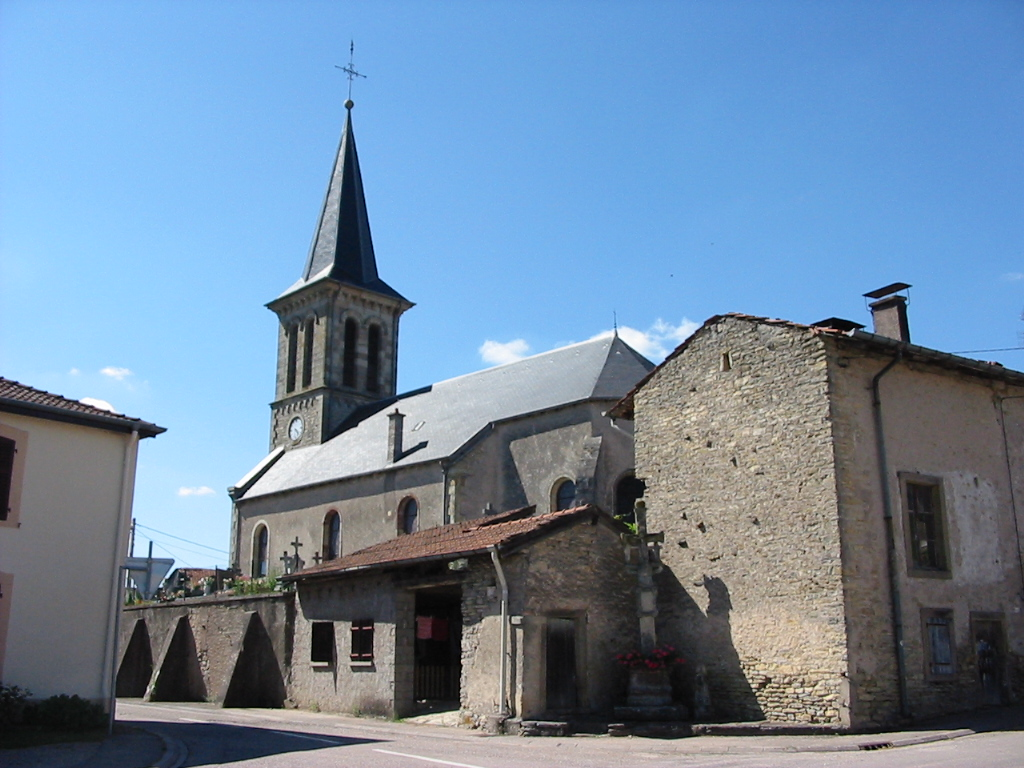
L'église Saint-Denys.
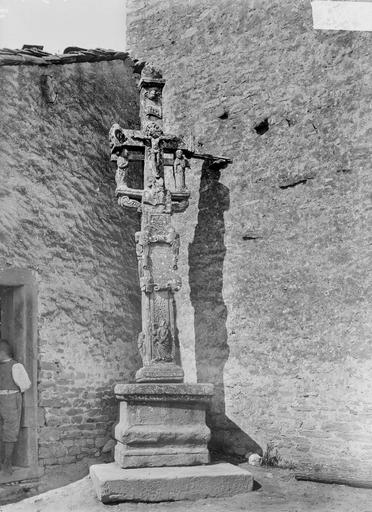
Croix[28].
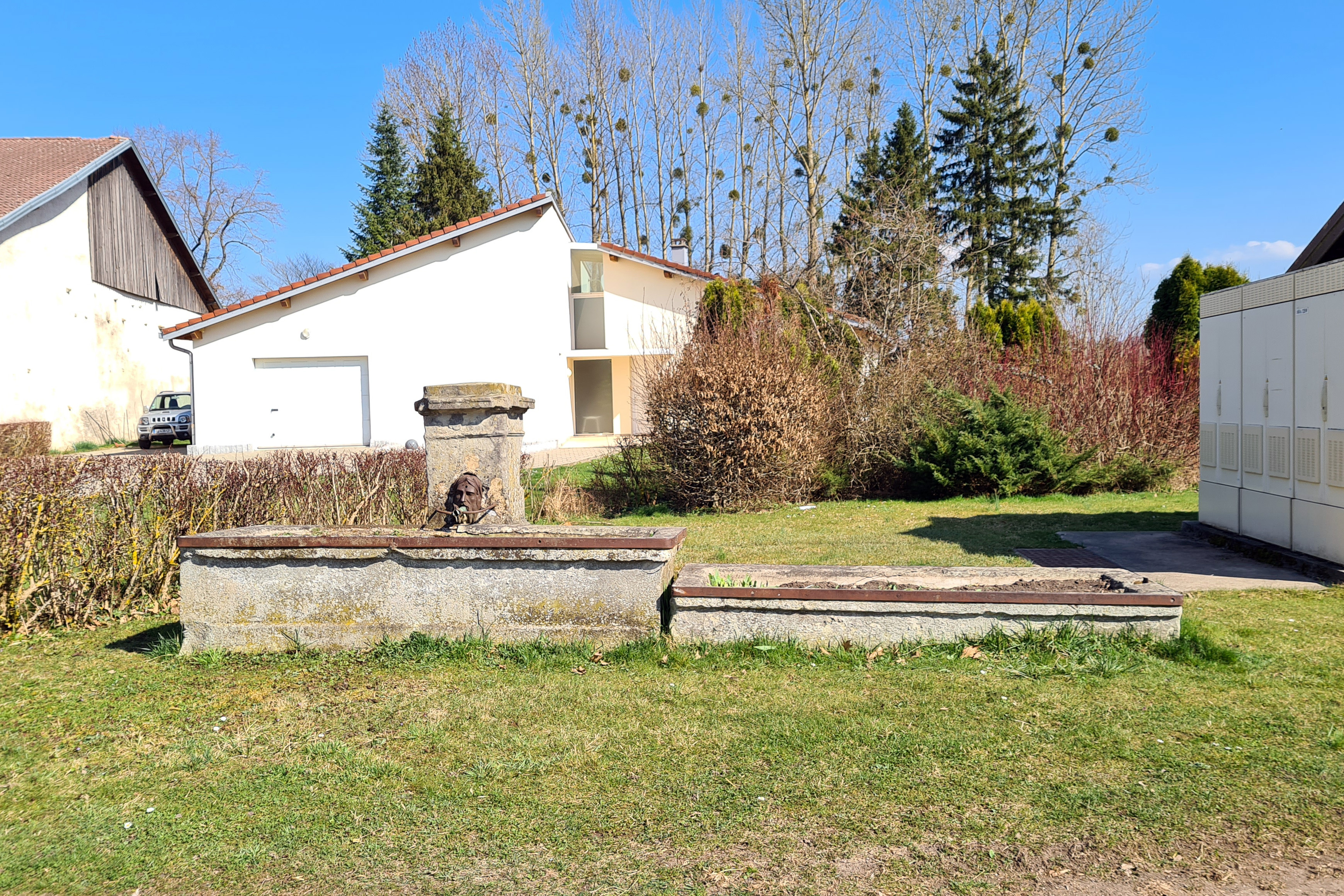
Fontaine-abreuvoir à double bac[29].

- Église Saint-Denys[30], du XIXe siècle, bâtie sur les fondations de l'édifice antérieur du XIIe siècle.
- Fontaines.
- Croix de chemin.

### Héraldique
| Blason de Badménil-aux-Bois | Blason  | Tiercé en pairle renversé : au 1er de gueules au nombre 19 d'argent, au 2e d'or à la fasce ondée d'azur, au cerf passant d'argent brochant, au 3è de sinople au chêne d'or. |
| Blason de Badménil-aux-Bois | Détails | Création Jean-François Binon. Adopté en 2019. |

## Pour approfondir